# Чёрный волчок
Чёрный волчо́к (лат. Botaurus flavicollis) — птица семейства цаплевых. Обитает в тропической зоне Южной, Юго-Восточной и частично Восточной Азии, а также в Австралии, на Новой Гвинее и части Меланезии. Образ жизни чёрного волчка характерен для цаплевых — эта птица обитает вблизи водоёмов, кормясь преимущественно рыбой и различными водными животными. Данный вид многочислен и находится вне угрозы, однако птица остаётся в целом малоизученной.

## Внешний вид
Чёрный волчок — типичный представитель рода малых выпей. Это сравнительно небольшая птица, с вытянутым телом, длинной шеей и длинным острым клювом конической формы. Ноги также длинные, неоперённые. Хвост короткий. Длина тела взрослой птицы — 55—65 см, размах крыльев около 80 см. Длина крыла — 21,5—23,8 см, хвоста — 7,5—9 см. Клюв длиной 7,5—8,3 см. Вес взрослой особи 300—420 г.
Окрас чёрного волчка, как следует из названия, в целом тёмный, от тёмно-серого до чёрного, с жёлто-рыжие продольными мазками на горле. По бокам головы и на шее имеются довольно яркие жёлтые продольные полосы, сразу бросающиеся в глаза наблюдателю. Ноги и клюв тёмно-серые. Окрас самца и самки в общем схож, но самка несколько бледнее, а на нижней части тела у неё имеются чередующиеся полосы жёлтого, белого и чёрного цвета. Голос чёрного волчка — характерный для большинства представителей подсемейства выпей гулкий басовитый крик. Наиболее часто птица подаёт голос в период размножения.

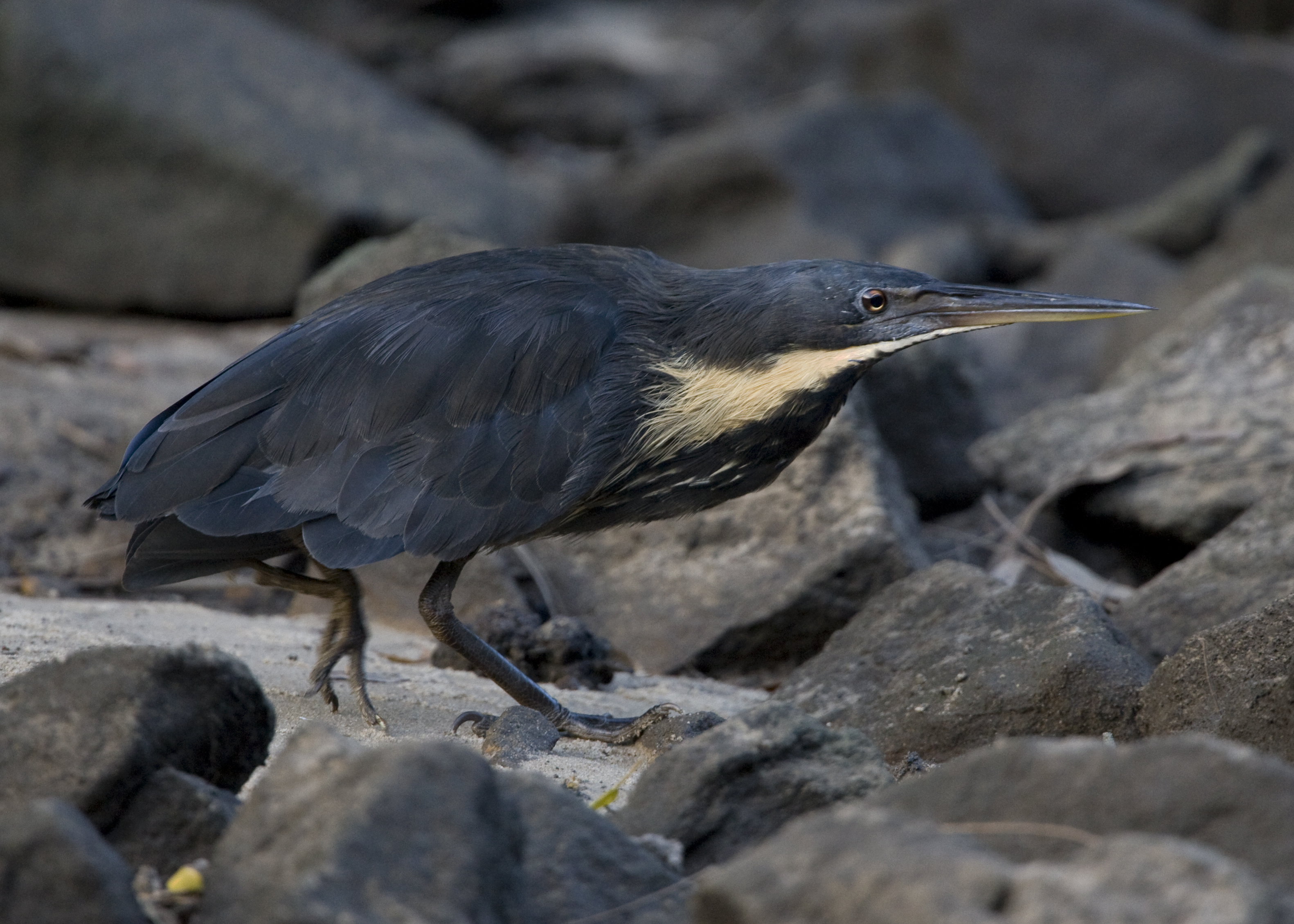

## Места обитания
Обязательным условием для обитания волчка является наличие водоёмов с заросшими камышами и кустарником берегами. Чёрный волчок держится обычно у пресной воды, но нередко (например, в Австралии) встречается и у моря, в мангровых зарослях.

## Образ жизни

### Общие особенности
Образ жизни чёрного волчка весьма схож с таковым у большинства выпей и волчков. Он тесно связан с водоёмами, преимущественно мелководными, с обилием проток, где птица находит пропитание. Для чёрного волчка (как и для всех выпей и волчков вообще) важным условием обитания является наличие густых прибрежных зарослей. Это скрытная, пугливая птица, проводящая большую часть времени в зарослях и редко попадающаяся людям на глаза. Птицы кормятся как днём, так и ночью (по ряду данных — чаще в сумерках и ночью), обычно находясь при этом невысоко над водой на ветвях деревьев, однако чёрных волчков можно заметить и на открытых местах.
Днём волчок большую часть времени отдыхает, сидя на деревьях, или на земле в густых зарослях. Заметившая опасность птица часто взлетает, садясь на дерево, где замирает в позе, характерной для выпей, ставя тело практически вертикально и вытягивая шею вверх. Лишь в таких случаях наблюдателям представляется возможность рассмотреть эту птицу. Потревоженный волчок скрывается в зарослях, где снова замирает без движения. Из-за скрытного образа жизни чёрного волчка многие аспекты его поведения, питания, размножения и взаимоотношений с сородичами остаются практически неизученными.

### Питание
Как и все цаплевые, чёрный волчок питается исключительно животной пищей. Обитая у водоёмов, птица кормится преимущественно водными животными — рыбой, лягушками, различными ракообразными, водными беспозвоночными и т. п., а также ящерицами, наземными насекомыми.
Стоящая на берегу птица поджидает добычу, замерев, или медленно шагая, а затем резким броском выпрямляет шею и хватает жертву. Волчок также может броситься на добычу с ветки дерева.

### Размножение
О размножении чёрного волчка известно весьма немного. Известно, что птица строит гнёзда на деревьях у водоёмов, чаще на ветвях, нависающих непосредственно над водой. Гнездо представляет собой довольно рыхлую плоскую платформу с углублением посередине, основа которой сложена, как правило, из довольно толстых палочек и веток, поверх которых настелены более тонкие ветки и стебли прибрежных растений.
Сезон размножения — с декабря по март. В это время птицы, ведущие в другое время одиночный образ жизни, объединяются в пары. Кладка состоит из 3—5 яиц. В насиживании и выкармливании птенцов принимают участие оба родителя.

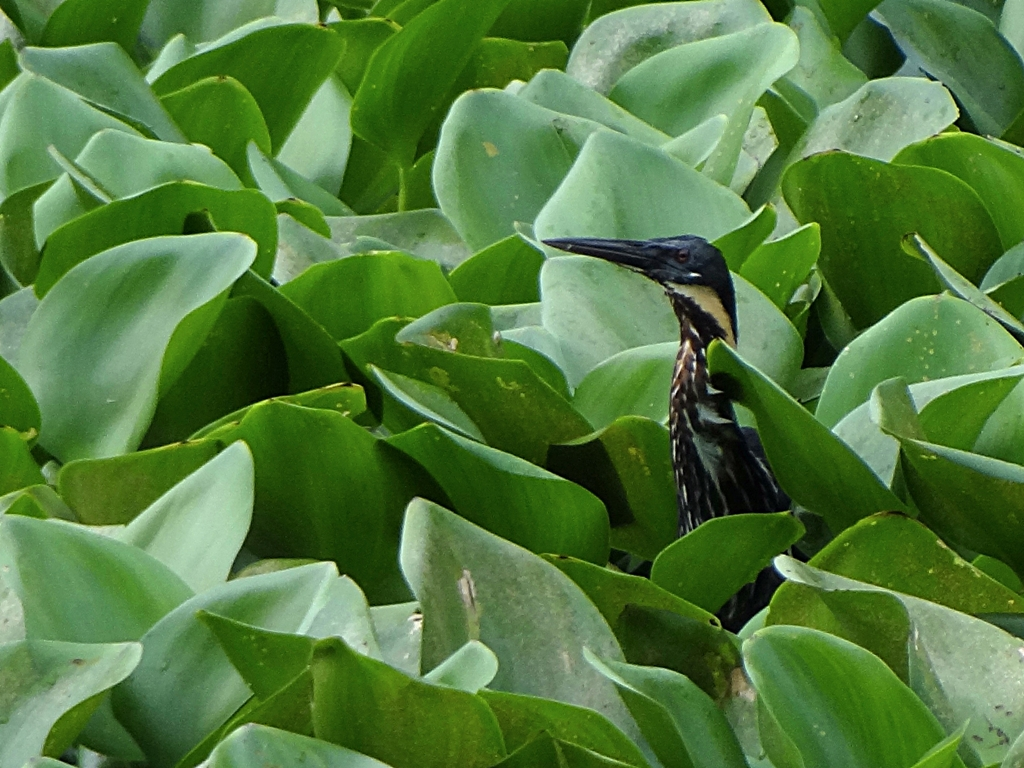
Чёрный волчок среди водной растительности (Калькутта)

## Оценки численности и статус популяции
Как подчёркивают специалисты Международного союза охраны природы, значительный размер ареала чёрного волчка является фактором, способствующим поддержанию его численности и сглаживающим воздействие различных негативных факторов. В целом, численность этой птицы имеет тенденцию к сокращению, но тем не менее, чёрный волчок остаётся пока вне угрозы. Охранный статус популяции волчка, согласно Международной Красной книге, — находящийся под наименьшей угрозой (англ. Least Concern), самая низкая из возможных категорий опасности для биологических видов.
Общая численность чёрного волчка в 2006 году оценивалась в 320 тыс. голов. Бо́льшая часть этого количества приходилась на китайскую часть ареала, где насчитывалось до 100 тыс. гнездящихся пар.